# Raveniola
Raveniola is een spinnengeslacht in de taxonomische indeling van de bruine klapdeurspinnen (Nemesiidae).
Raveniola werd in 1987 beschreven door Zonstein.

## Soorten
Raveniola omvat de volgende soorten:
- Raveniola caudata Zonstein, 2009
- Raveniola chengbuensis Xu & Yin, 2002
- Raveniola chinensis (Kulczyński, 1901)
- Raveniola concolor Zonstein, 2000
- Raveniola fedotovi (Charitonov, 1946)
- Raveniola ferghanensis (Zonstein, 1984)
- Raveniola hebeinica Zhu, Zhang & Zhang, 1999
- Raveniola hyrcanica Dunin, 1988
- Raveniola kopetdaghensis (Fet, 1984)
- Raveniola micropa (Ausserer, 1871)
- Raveniola niedermeyeri (Brignoli, 1972)
- Raveniola pontica (Spassky, 1937)
- Raveniola recki (Mcheidze, 1983)
- Raveniola redikorzevi (Spassky, 1937)
- Raveniola sinensis (Zhu & Mao, 1983)
- Raveniola virgata (Simon, 1891)
- Raveniola vonwicki Zonstein, 2000
- Raveniola xizangensis (Hu & Li, 1987)
- Raveniola zaitzevi (Charitonov, 1948)